# Lamanère
Lamanère – miejscowość i gmina we Francji, w regionie Oksytania, w departamencie Pireneje Wschodnie.
Według danych na rok 1990 gminę zamieszkiwało 37 osób, a gęstość zaludnienia wynosiła 2 osoby/km² (wśród 1545 gmin Langwedocji-Roussillon Lamanère plasuje się na 863. miejscu pod względem liczby ludności, natomiast pod względem powierzchni na miejscu 417.). 

## Zabytki
Zabytki na terenie gminy posiadające status monument historique:
- wieże Cabrenç (Tours de Cabrenç)